# デスティニーチャイルド
『デスティニーチャイルド』（DESTINY CHILD、韓：데스티니 차일드）は、Next Floor（現LINE GAMES）およびSHIFT UPの2社が開発を手掛けている韓国のスマートフォンゲーム。本国では2016年10月27日より、日本では翌2017年11月22日より配信され、2023年9月21日までサービスが提供されていた。
韓国および日本でのキャッチコピーは『さあ、悪魔と遊ぼう!（이제, 악마랑 놀자!）』。

## 概要
『ブレイドアンドソウル』のアートディレクターとして知られるイラストレーターのキム・ヒョンテが設立した企業SHIFT UPが、同業他社であるNext Floor社と共同で開発したスマートフォン向けゲーム。SHIFT UPにとって開発処女作となる作品であり、キムは本作のディレクターおよびキャラクターデザインを担当している。
作中のコンテンツの多くにLive2Dによるアニメーションを採用しており、ストーリー進行時や戦闘時などにおいてキャラクターのイラストが動く仕様になっているのが特徴。
ゲームの名称は本作の音楽を手掛けているESTiの提案によるもので、主人公が作中で遭遇する「チャイルド」と呼ばれるキャラクターを育成し、それによって「自身の運命を変える」ことがゲーム全体のテーマとなっていることから命名された。
韓国では2015年12月に正式発表され、2016年10月27日に『デスティニーチャイルド for Kakao』としてリリース。のちに世界164か国で展開されている。
日本でも2017年11月に本サービスがスタートしており、2018年2月にはPC版である『デスティニーチャイルド for DMM』がDMM GAMESより配信された。
サービス終了後は観賞専用である「メモリアル版」にアップデートされ、そちらは現在も配信されている。メモリアル版ではプレイヤーの過去のプレイデータに基づき、ゲーム内コンテンツの一部を楽しむことが可能となっている。

## ゲームシステム
本ゲームではプレイアブルキャラクターであるチャイルドを集め、それらを編成し戦闘を繰り返すことによってストーリーを進行させるのが基本的な流れとなっている。本作のストーリー（メインシナリオ）は章仕立てになっており、各章には複数のステージが設けられている。各ステージをクリアすると星を入手でき、入手できた数によってステージクリア報酬としていくつかのアイテムを獲得することができる。
ステージにはNORMALとHARDの二種類の難易度があり、HARDモードはNORMALモードよりも戦闘の回数が多くなる。

### チーム編成
プレイヤーは、戦闘開始前に手持ちのチャイルドの中から5名を選んでチームを編成する。各チャイルドには5つの属性と戦闘タイプが設定されている。
属性
チャイルドには火、木、水、光、闇のうちどれか一つの属性が設定されている。火、木、水はそれぞれが三すくみの関係にあり、プレイヤー側にとって有利な属性であれば与えるダメージ量が増加する。
- 火は木属性に対して有利。
- 木は水属性に対して有利。
- 水は火属性に対して有利。

これに対し光と闇はお互いに有利な関係にあるため、与えるダメージ量だけでなく受けるダメージ量も増加する。
戦闘タイプ
チャイルドには戦闘におけるタイプ（役割）が設定されている。
種類によって相手側およびプレイヤー側への効果が異なるため、編成によっては戦闘で不利になることもある。
- 攻撃型：相手側に大ダメージを与える反面、防御は脆く撃たれ弱い[27]。
- 防御型：プレイヤー側チャイルドを守り、ダメージを抑える[27]。
- 補助型：プレイヤー側チャイルドに有利な効果を与える[27]。
- 妨害型：相手側に不利な効果を与える[27]。
- 回復型：プレイヤー側チャイルドのHPを回復させる[27]。

また、編成した5名のチャイルドの中からリーダーを1名選択することにより、戦闘において「リーダーバフ」が自動かつ永続的に発動し、リーダー以外のチャイルドに様々な効果を与えることができる。

### ミッション
ストーリーを進めることによるステージクリア報酬以外にも、以下のプレイヤーに課されるミッションをクリアすることによってアイテムを獲得することができる。
- ダンジョンでモナのミッション

メインシナリオ内のストーリーダンジョンをクリアすることによってアイテムを獲得できる。
- 毎日リザの宿題

プレイヤーに毎日課されるデイリーミッション。各ミッションを5種類を達成することにより「特別報酬」という形でアイテムを獲得できる。
- あれこれダビのチャレンジ

レベルアップや、ログインまたはチャイルド強化の回数によりアイテムを獲得できる。
- コツコツチュートリアル

ゲーム開始から一定期間、該当のミッションを達成することでアイテムを獲得できる。
- ランブルミッション

後述する「デビルランブル」専用のデイリーミッション。同コンテンツでの戦闘に勝利した回数によってアイテムを獲得できる。

### アイテム
ステージクリア報酬や各種ミッション、イベントで獲得できる主なアイテムは次の通り。
- クリスタル

召喚（本作におけるガチャ）でのチャイルド獲得に使用できる。
- 紅石（ブラッドジェム）

「ブラッドジェム召喚」によるチャイルドの獲得に使用できる。
ブラッドジェム召喚は、レアリティが星5のチャイルド12体のうち1体を必ず入手できるガチャのことであり、
紅石を150個消費することによって利用が可能となっている。
- オニキス

後述するチャイルドの「キズナ解放」において使用できる。不要なチャイルドから抽出することでも獲得が可能。
- ゴールド

チャイルドのスキル強化に使用できる。
- 黄泉の花

後述する夜の世界での追加コンテンツ「転生館」でのみ使用できる専用アイテム。
- チケット

様々な種類があり、武器や防具、チャイルドを入手できる。
- ソウルカルタ

イラストカード形式の装備アイテムで、チャイルドのキズナ開放を100%達成することで装備できる。
基本ステータスの上昇に加えて「ソウルオプション」と呼ばれる特別な効果をチャイルドに付与できるが、
発動するには各カードごとに設定された発動条件を満たす必要がある。

### チャイルド強化
手持ちのチャイルドを強化する方法として、以下の5種類が用意されている。
- 強化合成

不要になったチャイルドを強化素材として、手持ちのチャイルドのレベルを上げることができる。
強化素材に使うチャイルドが、強化対象のチャイルドと同じ属性の場合、属性ボーナスとして獲得できる経験値が10%上昇する。
- スキル強化

ゴールドを消費することで、チャイルドの通常攻撃、ノーマルスキル、スライドスキルのレベルを上げ、スキル効果を強化することができる。
レベルの上限は限界突破によって上げることが可能。
- キズナ解放

いわゆるクラスアップ。チャイルドには全14のクラス（E、D、C、B、A、Sの6つに加え、D、C、B、Aにそれぞれ+、++の2つのクラスが付く）が設定されており、
オニキスを消費することによりクラスを上げることができる。
主にチャイルドのステータス上昇、装備できるアイテムやコスチュームが増えるといったメリットがある他、
「キズナシナリオ」とよばれるキャラクター固有のストーリーやキャラクターボイスが解放される。
最上クラスのSまで引き上げると、専用のコスチュームやアクセサリーの装備が可能となる。
- 進化

チャイルドのレアリティを上げることにより、それに応じて能力を上げることができる。
レアリティ上限は星6までで、すべてのチャイルドに適用される。
- 限界突破

同じチャイルド同士を合成することで攻撃力等のステータスを上げることができ、レアリティの数に応じて可能。
また、スキルランクの上昇効果があるため、スキルレベルの上限を上げられ、さらなるスキル強化ができる。

### 夜の世界
プレイヤーレベルが一定以上になると解放されるコンテンツ。
- イベントダンジョン

チャイルドの育成や進化に必要な素材が日替わりで獲得できる。
- 探検

チャイルドの経験値やアイテムが獲得できる。
- バーREPLAY

今まで見たストーリーをもう一度楽しむことができる。
- デビルランブル

他のプレイヤーとの戦闘が行えるPVPコンテンツ。
- アンダーグラウンド

手持ちのすべてのチャイルドを動員して戦闘を勝ち抜いていくやり込みコンテンツ。
本ゲームの世界においては、魔王争奪戦に敗れた悪魔たちが集う場所という設定。
- ショップ

アイテムを課金で購入できる。
- コスチュームショップ

2017年12月14日に追加されたコンテンツ。チャイルドの服装や姿を変えられるコスチュームを取り揃えていたが、のちに「リバースラビリンス」内に移管された。
- 転生館

2018年12月20日に追加されたコンテンツ。プレイヤーがあらかじめ選んだ「初期レアリティが星5」のチャイルド6体の中からランダムで選ばれた1体を、
専用アイテムである黄泉の花と、星5のチャイルド3体を素材として用いることで限界突破ができる。
対象と同じチャイルドを素材にする通常の限界突破とは違い、異なるチャイルドも素材として使用が可能。
- リバースラビリンス

2019年1月17日に追加されたコンテンツ。下記1から5までのレベルで分けられたダンジョンで構成され、
最初に開放されているレベル1のダンジョンをクリアすることで次のレベルが開放される。
レベル1：冒険者の迷宮
レベル2：追究者の迷宮
レベル3：先駆者の迷宮
レベル4：求道者の迷宮
レベル5：大賢者の迷宮
各ダンジョンは「基本」難易度をクリアすると、「+1」「+2」「+3」の難易度を選択できるようになる。
ダンジョンクリアで得られる「リバースコイン」を「リバース錬成術」で消費することにより、
コスチュームを含むアイテムやチャイルドなどがランダムで入手できる。
- 魔界温泉

2019年4月25日に追加されたコンテンツで、プレイヤーレベルが7に達すると解放される。
レアリティが星3以上のチャイルドたちの入浴姿を鑑賞できる他、
入浴中のチャイルドにプレゼントを渡して好感度レベルを上げることで、ステータス上昇の効果も付与される。
コンテンツ内には「百鬼夜行」というミニゲームが用意され、プレイ後は「温泉魔力」と「温泉コイン」が獲得できる。
温泉魔力：該当するチャイルドを入浴させた後に注入することによって入浴姿が鮮明になり、プレゼントの効果が大幅に上がる。
温泉コイン：チャイルドに与えるプレゼントや百鬼夜行をプレイする時に使用する「提灯」と交換できる。百鬼夜行以外でも、チャイルドを11時間入浴させることで入手できる。
なお、魔界温泉は本ゲームのサービス終了後もメモリアル版にて利用することができる。

### ナラティブダンジョン
期間限定で開催されるイベントで、新規で追加されたチャイルドにまつわるストーリーが展開される。
繰り返しプレイすることによってイベントアイテムや「ナラティブコレクション」（BOXガチャ）の報酬を獲得できる。
NORMALとHARDの2つの難易度があり、NORMALモードをクリアした後にHARDモードでのプレイが可能になる。

## 戦闘システム
本ゲームでの戦闘は、メインシナリオでの戦闘の他に「デビルランブル」「アンダーグラウンド」「ラグナブレイク」「スレイヤーズレイド」「ワールドボス・トライアル」があり、種類によってルールが異なる。全ての戦闘には制限時間があり、時間内に相手側をすべて倒さなければ、その時点で終了となる。
また、戦闘のスピードは通常か2倍速のいずれかを選べる。

### 基本の流れ
戦闘では、プレイヤー側のチャイルドが通常攻撃を一定時間ごとに自動で繰り出し、それ以外の攻撃はプレイヤーが操作によって各種スキルを発動させて行う。
プレイヤーが発動できるスキルは以下の3つ。
- ノーマルスキル

時間経過によりスキルゲージが溜まった時に発動できるスキル。
一定の確率で、威力が2倍のクリティカル攻撃が使用できる。
- スライドスキル

ノーマルスキル同様、スキルゲージが溜まった時に発動できるスキル。
ノーマルスキルより強力だが、発動後はクールタイムが発生し、
その間はスキルが使用できなくなる。
- ドライブスキル

チームで共有されている「ドライブゲージ」が溜まった時に発動できるスキル。
発動後は専用のゲージが出現し、適切なタイミングでタップすることで、
スキルの威力を高くすることができる。
スキルの威力はタップ時の判定によって3段階に変化する。
- 「GOOD」判定：100% (変化なし)
- 「GREAT」判定：120%威力アップ
- 「PERFECT」判定：150%威力アップ

なお、タップが早すぎたり遅すぎると「BAD」判定になり、威力が80％に減少する。
3つのスキルのうち、ドライブスキルの使用によって「フィーバーゲージ」が100％に溜まると、フィーバータイムが発動し、ノーマルスキルを7秒間無制限で使用できる。
これらスキルの発動を繰り返すことによって、相手側チームを倒していく。

### デビルランブル
デビルランブルは、「アリーナ」と呼ばれる戦闘形式によって行われ、毎週月曜日から日曜日までの1週間単位で開催される（サービス稼働時）。プレイヤーは戦闘での勝敗や戦績によってランキングでの順位付けや「リーグ」と呼ばれる階級が決められ、同じリーグ帯のプレイヤーからランダムでリストアップされた5人の中から選んで対戦する。制限時間は1戦につき5分で、相手側のチャイルドは全てAIによって操作される。
ランキングやリーグの最終的な結果によって報酬を獲得することができるが、専用のデイリーミッションである「ランブルミッション」をこなすことでも報酬を獲得できる。その内の一つとして「ランブルコイン」があり、こちらはデビルランブル内のショップでアイテムと交換することができる。
2018年9月3日にはリニューアルが行われ、ランキングおよびリーグでの報酬に「ランブルトロフィー」が追加された他、それらを集めることによって獲得できる「リミテッド報酬」が追加された。

### アンダーグラウンド
アンダーグラウンドの戦闘には弱、中、強の3つの難易度がある。各難易度には全15のステージが設けられ、弱をクリアすることで次の難易度に挑戦できる。使用できるチャイルドは、各難易度によって以下レアリティ条件が設定されている。
- 弱：星3以上
- 中：星4以上
- 強：星5以上

プレイヤーは毎回戦闘が終了する毎に手持ちチャイルドの編成を組み直すことができ、敵チャイルドに倒されない限りは次の戦闘でも使用が可能。ただし、戦闘で受けたダメージなどは次の戦闘にも持ち越され、戦闘不能になってしまったチャイルドは、リセットされるまで使用できなくなる。
リセットはプレイ後の翌日午前4時過ぎに行われ、それまでの間は再プレイ不可となる。また、クリスタルを200個消費することで1日3回までなら手動でのリセットが可能。
戦闘に勝利すると、ゴールドやオニキスといったアイテムが手に入る他、道中の要所に設置されている「コロニー」というポイントではランダムで武器や防具などの装備アイテムが手に入る。なお、各装備アイテムのレアリティは難易度によって以下の通り設定されている。
- 弱：最大星3
- 中：最大星4
- 強：最大星5

アンダーグラウンド極
2018年5月31日より期間限定で解放された追加コンテンツで、2019年10月17日まで計5回にわたり解放されていた。弱、中、強のすべての難易度のクリアを条件にプレイ可能となっており、他の難易度と比べて、敵チャイルドの攻撃力・耐久力が大幅に上昇していることや、前回の戦闘終了時のHPが引き継がれるというルールが設定されているのが特徴。使用できるチャイルドのレアリティ条件は強と同様、星5以上。

## ストーリー

### 世界観
かつて世界が混沌に満ちていた時代、混沌から二つの知性体が生まれ、それらは光の神ブラフマンと闇の神ルシファーとなった。両者は長きにわたり戦いを繰り広げ、結果世界はブラフマンが治める「天界」、のちに魔王となるルシファーが治める「魔界」、そして「人間界」の3つに分かれた。激しい戦いにより力を失ったルシファーは、自身の後継者を選出するため「魔王争奪戦」を開催。この戦いに勝利した2代目魔王ルシフェロは、その強大な力により約500年もの間、魔界の支配者として君臨していた。しかしある日、ルシフェロが突如引退を宣言したことにより、彼の後を継ぐ魔王を選出するため「第2次魔王争奪戦」が行われ、人間界は次代魔王の座を狙う悪魔たちの戦場と化してしまう。

### メインシナリオ
Chapter.1
魔界を抜け出し、人間界でアルバイトに勤しむ生活を送っていた主人公は、冒頭で自身が悪魔と戦っている夢を見る。それからほどなくして、突如現れたサキュバスのモナによって彼は強制的に魔王争奪戦に参加させられてしまう。次代魔王の座を賭けた戦いに参加する魔王候補生の一人となった主人公は、使い魔となるチャイルド集めに奔走し、道中でライバルのフレイとの戦いを経て、新たにサポートに加わるリザやダビと合流する。
そんな中、有力な候補生ばかりを襲う「顔のないスーパールーキー」の噂が出始め、直後にフレイが襲われてしまう。彼の元に向かった主人公はモナの助言により、フレイと、彼と一緒にいた別の候補生イブと協定を結び、襲撃者に奇襲を仕掛ける。襲撃者の正体は魔王直系の嫡子ルーファスだった。腹の探り合いに失敗し、一時はルーファスに殺されそうになる主人公だったが、彼の配下のチャイルドが逃げ出したことにより、辛くも勝利を収めることに成功するのだった。
Chapter.2
女学院生が次々と失踪するという事件の噂を聞きつけた主人公たちは、事件現場である聖ミカエル女学院で潜入捜査をすることになった。モナの力によって女体化され、女学院内で聞き込みをしていた主人公は、生徒会長の花園小夜子に目星を付け、彼女が生徒の一人、朝霧テレサと契約を結ぼうとしている瞬間を抑える。彼女の正体は名家の悪魔バートリーであり、契約により自分好みの生徒たちを集め、女学院内に自らの「楽園」を作ろうとしていたのだった。しかしバートリーの計画を阻止した後も生徒たちの失踪は続き、時期を同じくして彼女の伴侶となったテレサも様子がおかしくなってしまう。見かねた主人公は捜査を続行することを決め、その際バートリーの協力を仰ぐために彼女と契約を結ぶ。
テレサを救うため犯人探しに奔走する主人公たちだったが、そこへ女学院の神父バビルに扮していた悪魔バベルが現れ、自分が事件の犯人であることと、彼が行っていた「ゾンビチャイルド計画」について話し始める。だが、本当の黒幕は女学院の学園長に扮していた古の悪魔クババであった。彼女もまた他の魔王候補生と同様に魔王の座を狙っており、魔王争奪戦に参戦すべく意思のない悪魔であるゾンビチャイルドを量産しようとしていた。テレサは、彼女の計画における実験体として利用されていたのだった。主人公は、クババに魔力を奪われたバベル、バートリーと共に彼女との戦いに挑み、これに勝利する。その後バートリーはバベルが生み出したゾンビチャイルドの面倒を見ることを申し出、一連の騒動は幕を下ろした。
幕間1章
ある日主人公たちの前に、ダビとよく似た雰囲気を持ったもう一人のダビが現れる。それはダビが人間界に来る前に魔界に置いて行った憎しみの心から生まれたダビ、〈愛憎のダビ〉だった。その昔、モナに置き去りにされ、魔界で一人彼女の帰りを待っていたダビは、ロキという悪魔にそそのかされたことでモナへの憎しみが芽生えてしまい、それに耐えかねて彼と契約を交わしたことで〈愛憎のダビ〉を生み出してしまったのだった。〈愛憎のダビ〉は、人間界でモナと平和に過ごすダビを許せず、なんと彼女を連れ去ってしまう。
ダビを連れ戻すため主人公たちは〈愛憎のダビ〉の行方を追ったが、そこで彼らは二人のダビが融合して生まれたオルタードダビに遭遇する。ダビを救うため、モナは自らの命を賭して立ち向かい、瀕死の重傷を負ってしまう。そんなモナの姿に心を打たれたダビは自身の過ちに気付き、〈愛憎のダビ〉の命を分け与えることでモナを救った。
幕間2章
幕間1章での〈愛憎のダビ〉による騒動から数日後。いつもの日常を取り戻しつつあった主人公はダビと一緒にリザに連れられ、かつて戦った相手であるルーファスの部下ルインの道場を訪れる。ようやく主人公を始末できると逸るルインに対し、同じルーファスの部下であるデュランダルは、主人公とダビを鍛えるようにという彼の命令を伝える。かくしてルインによる厳しい特訓に明け暮れる日々を送る羽目になった主人公とダビはある日、自らを「魔弓の射手」と名乗る悪魔フェイルノートと出会う。出会っていきなり主人公に対決を挑む彼女だったが、その真の目的は、かつて自身のよきライバルであったルインに勝負を持ち掛けることだった。

## 登場キャラクター
※一部公式サイトより引用。声の項は、日本語版の声優を記す。

### メイン
主人公
声 - 米内佑希、優木かな(女体化時)
魔界最弱の悪魔。16歳。幼い頃に魔界を嫌って人間界に渡り、そのまま定住している。とさかのように大きく跳ね上がった髪型が特徴で、外見は人間とほぼ変わらないものの、尻尾が生えている。悪魔の常識や魔界に関する知識がほとんどなく、これまでコンビニのアルバイト代と魔界からの仕送りをやりくりしつつ平凡な生活を送っていたが、突如現れたモナの扇動によっていきなり魔王争奪戦に参加することになった。基本は無気力でいつも疲れており、「面倒くさい」「嫌だ」「やりたくない」が口癖のようになっている。争奪戦に参加して以降はモナたちのサポートの甲斐あって多くのチャイルドを仲間にし、有力な魔王候補生として力をつけていくが、そのたびにチャイルドを犠牲にする行為に疑問を持ち、悩んでいる。メインシナリオChapter.2ではモナによって一時的に女体化されている。
モナ
声 - 小清水亜美
主人公のスマートフォンから現れたサキュバスで、彼を魔王争奪戦に参加させた張本人。魔界では名の知れた有名人であり、博学多識でベテランサポーターとして優れた能力を持つ。それに加え美人ということもあり、多くの悪魔からラブコールを受けていたが、すべて断り主人公の陣営に入る。ひどく楽観的なように見える一方で悪魔らしくずる賢いところもある。主人公を冷やかすのが好きで、彼を「ご主人様」と呼び、甘い言葉で手玉に取っている。シナリオ担当のゴ・ジヘとピ・ガヒによれば、キャラクター開発にあたって「魅力的で大人びたお姉さん」をコンセプトにしており、サブカルチャーで扱われる「サキュバスと聞いて思いつくキャラクター」を基に、意図的に少し変形させたと述べている。
リザ
声 - 飯田里穂
モナに続き主人公の陣営に加わったサポーターの一人で、ハーフサキュバス。主人公に出会う前はフレイのサポーターとして魔王争奪戦に参加しており、人間界を行き来しながら情報を集めていた。冷徹かつ論理的な判断力の持ち主で、主人公と合流して以降は彼のブレーン役を担っている。しかしその後もフレイとはメールでのやり取りが続いており、本人はそれを面倒に思っている。ゴ・ジヘとピ・ガヒ曰く、シナリオチーム内ではかなり扱いづらいキャラクターに属しているとのこと。
ダビ
声 - 黒沢ともよ
モナに続き主人公の陣営に加わったサポーターの一人。モナの大ファンで、彼女に会うために魔界から人間界にやってきた。魔王争奪戦には興味がなく、モナと一緒にいるため、仕方なく主人公と契約をしている。モナやリザと比べて幼い外見をしており、モナに対しては純心無垢を装う一方で、主人公を自らの恋のライバルとして意識している。勝気な性格で、主人公には冷たい態度を取っているが、素直で騙されやすいため彼によくあしらわれている。時折人の急所を突くような鋭いことを口にすることがある。
〈愛憎のダビ〉
ダビが魔界にいた時に、ロキとの契約により自身から切り離した憎しみの心から生まれた存在。メインシナリオ幕間1章に登場。ダビによく似た雰囲気を持っているが、その性格は別物で、彼女を連れ去った後、融合してオルタードダビとなる。
イブ
声 - 石川由依
主人公のライバルである有力な魔王候補生の一人。本来は大人びた容姿をしているが、状況に応じて子供の姿になることができ、人間界では旅行者として振る舞っている。確かな実力に加えカリスマ性を持ち合わせているため、チャイルドたちの間でも人気が高いが、本人はおっとりとした性格で、会話が半テンポ遅く、少しぼんやりしたところがある。天性の方向音痴に加え、魔王争奪戦では参加して早々自身のサポーターとはぐれてしまったあげく、ルーファスに狙われるという不運に見舞われており、一人逃亡生活を余儀なくされていた。過去には自分の人生を水に流される浮草のようだと揶揄されたことがあり、魔王争奪戦に参加したのも、魔王となることで不運の連鎖から脱却したいという思いからである。候補生としては珍しく他の悪魔と比較的良好な関係を築いており、主人公に対してもライバルでありながら「いい悪魔」だと思っている。熟睡することが趣味だが、実際はほとんどできていない。ちなみに重度の機械音痴でもあり、当初は携帯電話の電源の入れ方さえも分かっていなかった。
フレイ
声 - KENN
主人公のライバルである有力な魔王候補生の一人で、エリート悪魔。「悪童」の二つ名を持ち、その名の通り横柄な態度で相手を不愉快にさせることが得意で、他人からどう思われようと気にしない傍若無人な性格の持ち主。しかしその一方で、自分とは正反対のタイプであるリザに弱いところがあり、彼女が主人公の陣営について以降もメールでのやり取りを続けており、自分の元に帰ってきてほしいと思っている。主人公を「補欠」と呼び、格下扱いしていたが、のちに敗北している。キャラクター開発においてはほとんど白紙の状態で開発が進められ、外見の雰囲気から「少し横柄に見える強者」「浮気者属性」という設定が加えられていった。

### 魔王候補生
ルーファス
声 - 中村悠一
メインシナリオChapter.1の終盤で現れた悪魔。魔王争奪戦が開始して以降、イブやフレイも含め有力な魔王候補生を襲っている。その際倒した候補生が所持していたチャイルドを洗脳して奪っており、現状最も多くのチャイルドを所有していると思われる。自らが「真の魔王」であるかのような言動と振る舞いをしており、配下のチャイルドからは嫌われている。一方で部下のルインとデュランダルに格下であるはずの主人公の偵察を命じたり、戦闘後は主人公の家に立ち寄ったりと、彼に対して何かを感じているそぶりを見せている。実は魔王直系の嫡子。
ルイン
声 - 甲斐田ゆき
ルーファスの部下。かつては魔王候補生として魔王争奪戦に参加していたが、仲間に裏切られる不遇な運命のせいで候補生として生きることに幻滅し、これまでに数多くの仲間を切り捨ててきた。ルーファスに仕える前は一度彼と死闘を繰り広げており、そのカリスマ性を目の当たりにしたことで、彼の忠実な騎士として生きる道を選んだ。その際、元々持っていた自身の名を捨て、仲間殺しの過去を嘲弄する意味から、ケルト神話上の槍の名を借り受けた。現在は候補生としての資格を返上しており、ルーファスを魔王として擁立することが自身の目的となっている。同じ部下であるデュランダルとは不仲に見えるが、実際は彼をとても信頼している。人間界では道場を開いている。
デュランダル
声 - 竹内良太
ルーファスの部下。かつてまだ幼かったルーファスとの対決に敗れて以来、彼の護衛として忠誠を誓っている。魔王争奪戦開始直後は、ルインと共にルーファスに「形式的な」敗北という形をとり、候補生の資格を返上している。その際彼の折れない剣となることを誓い、フランスの伝説上の名剣の名を借り受けた。ルーファスの命令であれば何の疑問も持たずに従うため、その忠実すぎる姿は周囲の理解の範囲を超えることがある。対決以前の過去の情報は明らかにされておらず、もともと非常に凶暴な狂戦士だったという噂がある一方で、花を育てるのが好きで盆栽が趣味という意外な一面もある。
バートリー
声 - 雨宮天
メインシナリオChapter.2より登場する悪魔。魔界の名家出身で、幼い頃から帝王学を叩き込まれたエリート悪魔。名家の有望株として期待され魔王争奪戦に参戦したが、本人は魔王になることより、自分好みのパートナーを集めることを第一に考えている。先祖代々より「同伴者」と呼ばれる特別な存在を見つけ、互いの血液を飲み合うことで心を繋ぐ誓いの儀式によりチャイルドを作り、その儀式の特異さゆえ、人間からは「バンパイア」と呼ばれている。人間界では花園小夜子（はなぞの さよこ）の名前で聖ミカエル女学院の生徒会長として潜伏し、好みの生徒たちを集めて自分だけの楽園を作ろうとしていたが、主人公によって阻止される。その後、「ゾンビチャイルド計画」を推し進めていたクババと対峙し、彼女との戦いにおいては主人公と共闘している。
バベル
声 - 梶原岳人
メインシナリオChapter.2より登場する悪魔。聖ミカエル女学院で起きた連続失踪事件の実行犯であり、同女学院へはバビルという名で神父として潜伏していた。かつては魔王候補生の一人で、魔王争奪戦へは「暇つぶし」として参加しており、候補生同士に潰し合いをさせることで勝ち残っていた。しかし、候補生の資格を狙って襲撃してきたクババに大敗を喫してからは、彼女の力量とカリスマ性に惹かれて自ら資格を譲った。基本的には真面目な性格で、クババに対しては卑屈に見えるほどの敬称を使う。クババの手足となって以降は、彼女の勢力を拡大させるべく「ゾンビチャイルド計画」を企てたが、やがてクババに裏切られて魔力を奪われてしまう。
クババ
声 - 高乃麗
メインシナリオChapter.2に登場する古の悪魔。聖ミカエル女学院で起きた連続失踪事件の黒幕であり、同女学院の学園長の座に就いていた。若い悪魔に参加資格を与える魔王争奪戦のルールに不満を持ち、襲撃したバベルから譲られる形で候補生の資格を手に入れた。最も効率よくチャイルドを集めるため、バベルに指示を出して「ゾンビチャイルド計画」を実行させる。中途半端を最も嫌い、バベルが主人公とバートリーの妨害により計画を実行できないと見るや、彼を見限って魔力を奪い取った。その後自ら計画を実行に移そうとするも、主人公たちとの戦いに敗れる。
フェイルノート
声:中島由貴
メインシナリオ幕間2章で登場した悪魔。ルインとは同じ師匠の元で育った同門の仲であり、一人前の悪魔として独り立ちする際、再開した時には互いに全力を尽くして戦うことを彼女と誓った。魔王争奪戦へは自らの腕試しのために参加しており、ルインと再会した際は、ルーファスの配下についた彼女に失望の念を抱いている。名前はアーサー王伝説に登場する弓から取られており、本ゲームの世界では悪魔の間で「名弓」を意味する名前として知られている。己の力を証明することを好み、強いと感じた相手には片っ端から喧嘩を売っているが、実際にはルインにしか興味がない。人間界に降り立った際は道場を開いていたルインに死闘を持ちかけているが、あえなく断られている。
ロキ
声 - 緒方恵美
メインシナリオChapter.1の序盤で主人公の夢に登場した悪魔。夢の中では圧倒的な力を発揮していたが、その実力や目的などについては一切の謎に包まれている。相手をだまし謀略をめぐらす性格から、北欧神話の悪戯の神の名を借り受けた。幕間1章では魔界でモナに置き去りにされたダビに近付き、彼女にモナへの憎しみを植え付けて〈愛憎のダビ〉を生み出した。

### サポーター
レオ
声 - 榊原優希
イブのサポーターであるインキュバス。元々魔王争奪戦に参加する気はなかったものの、他のインキュバスのいじめによってサポーターとして登録された。イブと出会ってからは彼女の行動に振り回されてばかりだったが、本人は彼女のサポーターになれたことをうれしく思っている。魔王争奪戦の開始直後でイブと離れ離れになってしまうが、のちに彼女と無事再会する。礼儀正しい性格で、任されたことは必ずやり遂げる真面目な一面を持っている。魔界ではインキュバスとしての資質が足りないと言われているが、モナやリザからは高い評価を得ている。イブにひそかな恋心を抱いており、彼女のチャイルドがたくさん増えてほしいと思っている。

### チャイルド
| 名前       | 声           | 契約者       | 属性 | 役割 | プロフィール |
| ---------- | ------------ | ------------ | ---- | ---- | --- |
| デメテル   | たかはし智秋 | 高梨真理華   | 火   | 回復 | メインシナリオChapter.1にて主人公が初めて手下にしたチャイルド。名前はギリシャ神話の豊穣の女神から取られ、「掟をもたらす者（デメテル・テスモポロス）」という別名があることから、契約者である真理華の持つ二面性になぞらえ、主人公が命名した。自分の主張をはっきりと口にするため好戦的な性格に思われがちだが、それは主人公を盲目的に信頼しているがゆえのものであり、心の奥底では誰かを助ける存在になりたいと思っている。 |
| フレイヤ   | 小澤亜李     | ー           | 木   | 攻撃 | 主人公が助けた猫から生み出されたチャイルドで、メインシナリオChapter.1にて主人公の手下となった。猫由来のチャイルドであるため、知識をほとんど持っていない。名前は北欧神話における愛と美の女神に由来し、主人公への愛のために彼と契約を交わしたことからモナによって名付けられた。しゃべる時は語尾に「～ニャン」「～ニャ」などがつき、発音が難しいと思ったら何でも猫語で発音する。 |
| ジャンヌ   | 加隈亜衣     | 早乙女ミーナ | 水   | 攻撃 | メインシナリオChapter.1にて主人公の手下となったチャイルド。自らを「絶対者」という神に仕える忠実な司祭だと信じているため、フランスの聖人ジャンヌ・ダルクからその名を借りている。ただ、悪魔である主人公に仕えているという事実には気が付いていない。 |
| レジェンド | 國立幸       | 不明         | 闇   | 攻撃 | メインシナリオChapter.1にて主人公の手下となったチャイルド。主君を守る伝説的な忍者を目指しており、語尾に「ござる」を付けて話す。主人公と出会う前は別の悪魔に仕えていたが、ルーファスとの決戦で行方不明になっている。 普段名乗っている「レジェンド」とは別に名前があるらしいが、それについては一切明かしていない。 |
| カルカス   | 小林裕介     | 加納悠       | 光   | 攻撃 | メインシナリオChapter.1にて主人公の手下となったチャイルド。ダビが契約者の悠を強引に主人公と契約させたことにより強制的に生み出されたという経緯があるため、彼女に対し苦手意識を持っている。占いの才能を持っていることから、ギリシャ神話における預言者の名前を借り受けているが、本人は自分の占いに自信がなく、「気のせいでしょうけど」が口癖になっている。基本的には優しい性格で、誰にでも尊敬の意を表して接する。契約後は占いや予言といった才能がなくなってしまったが、代わりに物事が良くなりそうな方向を察知できる「直感」の才能を授かり、主人公が魔王となった場合は「いい王になる」と信じている。 |
| ネヴァン   | 名塚佳織     | 不明         | 闇   | 妨害 | フレイに仕えるチャイルドで、ケルト神話における戦いの女神の名を持つ。非常にネガティブな性格で感情の起伏が激しく、本人も制御することができない。また、思ったことは全部口に出してしまうタイプ。 |

### 人間
高梨真理華（たかなし まりか）
デメテルの契約者で、主人公が最初に契約を結んだ人間。幼い頃から看護師としてたくさんの人を助けることを夢見ており、整形外科カウンセラー兼看護師となったものの、雑用ばかり押し付けられる現実に失望し、それがデメテルを生み出す元となった。趣味はテレビ鑑賞。
早乙女ミーナ（さおとめ *）
ジャンヌの契約者。修道女。
加納悠（かのう ゆう）
カルカスの契約者。14歳。占い師として類まれなる才能を持つ反面、とにかく運に恵まれない不幸体質の持ち主。偶然に街で遭遇した主人公とダビから、不吉で穢れたオーラを感じて追い払おうとしたものの、ダビから強引に迫られ主人公と契約させられた。その後カルカス同様、占いの能力を失ってしまう。趣味は易学の勉強。
朝霧テレサ（あさぎり *）
声:田代安梨
聖ミカエル女学院に通う2年生。16歳。バートリーの同伴者として彼女と契約を交わそうとしたところを主人公に阻止される。バベルによって「ゾンビチャイルド計画」の実験体にされ、体だけがチャイルド化してしまう。その後、理性なきゾンビチャイルド「アンノウン」となって暴走しかけていたが、主人公とバートリーの奮闘により、徐々に理性を取り戻していった。
水上円花（みなかみ まどか）/ ヒドラ
声:小川マユ子
聖ミカエル女学院の生徒。同女学院では聖歌隊に所属している。素行が悪く、バートリーが心配して目をかけていたのだが、やがて連絡が取れなくなり失踪。その後バベルによって「ゾンビチャイルド計画」の実験体にされ、化け物のごとき姿にされてしまう。ゾンビチャイルドとなってからはギリシャ神話に登場する大蛇の怪物の名を取って「ヒドラ」と名付けられ、主人公たちがバベルおよびクババと決着を付けた後はバートリーの元に引き取られた。なお調子がいい時は短時間だけ会話ができる。
守重真理子（もりしげ まりこ）/ ゴモラ
声:平岡歌恋
聖ミカエル女学院の教員。円花同様バベルによって「ゾンビチャイルド計画」の実験体にされ、ゾンビチャイルドになってしまう。その際、『創世記』に登場する神に滅ぼされた都市の名を取り、「ゴモラ」と名付けられた。主人公たちがバベルおよびクババと決着を付けた後は、バートリーの元に引き取られている。

## 主題歌
オープニングテーマ
「Plastic City」
作詞・作曲・編曲 - ESTi / 歌 - 平田志穂子

## メディアミックス
2017年8月、本ゲームの日本でのサービス開始に先駆け、KADOKAWAとの協業によるメディアミックス企画が発表され、以下のコンテンツ展開がなされた。

### コミカライズ
月刊コミックアライブ2018年4月号から9月号にかけて、林雄一の作画によるコミカライズ作品が連載された。単行本全1巻。
書籍情報
林雄一(作画)、キム・ヒョンテ(企画・原作)、SHIFT UP/ステアーズ(監修)『DESTINY CHILD』
KADOKAWA〈MFコミックス アライブシリーズ〉、ISBN 4040650107

### ノベライズ
2018年9月にファミ通文庫よりノベライズ作品が発売された。ストーリーは小説オリジナルのものとなっており、購入特典としてゲーム内で使用できるアイテムがもらえる期限付きのシリアルコードが付けられていた。
書籍情報
西野五郎(著)、キム・ヒョンテ(企画・原作・カバーイラスト)、SHIFT UP/ステアーズ(監修)、ユンジョヨン/punc/生煮え(イラスト)『デスティニーチャイルド』
KADOKAWA〈ファミ通文庫〉、ISBN 4047353116

## 関連書籍
- DESTINYCHILD CHARACTER ARTWORKS（一二三書房）
  1. 2021年5月31日発売、ISBN 978-4891996871[117]
  2. 2021年5月31日発売、ISBN 978-4891997120[118]